# PopCap Games
PopCap Games là một nhà phát hành và phát triển trò chơi điện tử của Mỹ, là công ty con của Electronic Arts, có trụ sở tại Seattle, Washington, Hoa Kỳ. Hãng được thành lập năm 2000 bởi John Vechey, Brian Fiete và Jason Kapalka. Hầu hết các trò chơi của Popcap đều có thể chơi miễn phí dưới dạng giới hạn (thời gian hoặc số lần mở/thoát trò chơi), bản đầy đủ buộc phải trả phí.
Trò chơi đầu tiên của hãng Bejeweled đã được bán hơn 25 triệu bản. PopCap games hiện có trên Web, PC, Mac, Xbox, Xbox 360, PlayStation 3, điện thoại cầm tay, PDA, iPod Classic, iPhone/Touch và các thiết bị di động khác.
Ngày 12 tháng 7 năm 2011, tập đoàn Electronic Arts thông báo đã mua lại PopCap Games với tổng giá trị thương vụ là 750 triệu USD.

## Trò chơi
- Alchemy
- Amazing Adventures Around the world
- Amazing Adventures The Caribean Secret
- Amazing Adventures The Forgotten Dynasty
- Amazing Adventures The Lost Tomb
- Bejeweled Blitz
- Insaniquarium
- Bejeweled 2
- Bejeweled 3
- Bejeweled Twist
- Bookworm - Bookworm Adventures - Plants vs Zombies
- Amazing Adventures Riddle of the Two Knights
- Vacation Quest - Australia
- Zuma's Revenge!
- Vacation Quest™ - The Hawaiian Islands
- Chuzzle
- Mystery P.I. - The Curious Case of Counterfeit Cove
- Peggle
- Zuma
- AstroPop
- Bejeweled Twist
- Big Money
- Heavy Weapon
- Feeding Frenzy - Feeding Frenzy 2
- Plants vs Zombies 2: It's about time
- Plants vs Zombies: Heroes
- Plants vs Zombies: Garden Wafare (GW) - Plants vs Zombies: Garden Wafare 2
- Pizza Frenzy

Hầu hết các games chạy với chế độ có hoặc không có tăng tốc phần cứng, điều khiển bằng chuột.